# رامي وحيد
رامى سمير وحيد (17 أبريل 1975 -) ممثل مصري. هو نجل الفنان سمير وحيد، والده كان يقوم بعمل مسرحيات وبدأ رامي بالتمثيل فيها وعندما التحق بالجامعة قام بتكوين فريق تمثيل على مستوى الجامعات. وكانت بدايته الفنية في فيلم «الجراج» أمام النجمة نجلاء فتحي وفاروق الفيشاوي وكان رامي على علاقة بالمخرج محمد النجار صديق والده ثم رشحه للمشاركة في فيلم «قلب جريء» وقام بعد ذلك بالعديد من الأفلام وبعدها رآه المخرج أحمد يحيى الذي رشحه لدور كبير في مسلسل «البنات» ثم استطاع بعد ذلك أن يحقق نفسه من خلال العديد من الأدوار في السينما والتلفزيون ثم جاءت معرفة الجمهور الحقيقية برامي من خلال مشاركته في فيلم «عمر وسلمى».
شارك في أفلام عمر وسلمى وبحبك وأنا كمان.

## أعمال
| - أسد سيناء:2016- صفي الدين غازي - كارت ميموري:2014 - المماليك:2014 - 31/12: 2013- رامي شريف منصور - مترو:2013 - خالد سعيد:2012 | - سبوبة:2012- ضيف شرف - حفلة منتصف الليل:2012- حسن - الفيل في المنديل (سعيد حركات):2011 - بنتين من مصر:2010- ضيف شرف - حلم العمر:2008- أكرم - عمر وسلمى:2007- هشام صبحي | - عودة الندلة:2006- أيمن - ما تيجي نرقص:2006 - ميدو مشاكل:2003- وائل - بحبك وأنا كمان:2003- مدير أعمال نور - قلب جريء:2002 |

### مسلسلات
| - المماليك : 2022 - قيد عائلي : 2019 - جنون الشهرة:2017 - الأب الروحي:2017- شريف العطار - ضيف شرف الحلقة الأولى - الزيبق:2017- الظابط نادر - الطوفان:2017 - أزمة نسب:2016- الضابط جلال - راس الغول:2016- مقدم كريم زلط - سلسال الدم (ج2، 3، 4):(2015، 2016، 2017)- فراج | - شارع عبد العزيز (ج2):2014 - شط V.I.P : 2014 - شمس الأنصاري:2012 - جنى في بلاد العجائب:2012 - مسألة كرامة:2011 - شارع عبد العزيز:2011- عاصم - وعد و مش مكتوب:2009 | - حدف بحر:2009 - أيام الرعب والحب:2008- هاني - طائر التمساح:2008- زين - أولاد عزام:2007 - ولم تنس أنها امرأة:2006 - مواطن بدرجة وزير:2006 - مباراة زوجية:2006 | - السندريلا:2006- ماهر عواد - على نار هادئة:2005 - كارنتينا:2005 - لقاء على الهواء:2004 - البنات:2003 - شباب أون لاين (ج2):2003 - سيت كوم |

### مسرحيات
- ولاد اللذينة:2007

## روابط خارجية
- رامي وحيد على موقع الدهليز
- رامي وحيد على موقع قاعدة بيانات الأفلام العربية